# Metroul din Tașkent
Metroul din Tașkent  (în limba rusă: Ташкентский метрополитен) —  a fost inaugurat la 6 noiembrie 1977.  